# 阎传绂

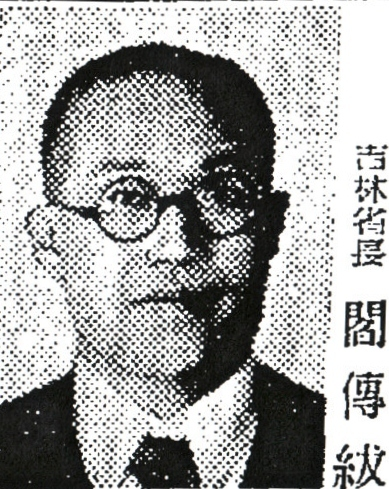
《朝日新聞》
1942年9月29日晚報版

阎传绂（1894年7月4日—1962年），字纫韬，号稻农，满族人，生于奉天府金州厅（今辽宁省金县），中华民国及满洲国政治人物。

## 生平
阎传绂早年自金州公学堂南金书院毕业后，赴日本留学，曾先后就读于宫城县立仙台第一中学校、仙台第二高等学校第一部德法科，1920年考入东京帝国大学经济学部，1923年获经济学学士学位。归国后，他曾任大连中华青年会副会长、大连市会议员。
满洲国成立后，他历任奉天省政府谘议、奉天市（今沈阳市）市长兼奉天商埠局总办，1935年出任滨江省省长兼北满特别区行政长官，1937年任吉林省省长。1942年起，任司法部大臣。
抗日战争结束后，他被苏联逮捕，押往哈巴罗夫斯克第45收容所。1950年8月，他被中華人民共和国引渡回中国，收押在撫順战犯管理所。1962年4月，他在关押期间病逝。享年67岁。